# أحمد الشماع
الأستاذ الدكتور أحمد الشماع هو طبيب عراقي مختص في علم الأمراض، ولد في بغداد سنة 1917.
تخرج سنة 1942 من الكلية الملكية الطبية العراقية، ثم حصل لاحقا على زمالة دراسية إلى المملكة المتحدة وعاد سنة 1949.
عمل مختبر الباثولوجي المركزي، ثم سافر إلى الولايات المتحدة الأمريكية سنة 1954.
شغل منصب مدير معهد الباثولوجي المركزي، وعمل أستاذا في كليتي الطب وطب الأسنان في جامعة بغداد ورئيسا لفرع علم الأمراض للفترة 1965-1967.
شغل منصب وزير الصحة في وزارة طاهر يحيى الرابعة عامي 1967 و 1968.